# Argonaut pelagický
Argonaut pelagický (Argonauta argo) je mořský hlavonožec, patřící mezi chobotnice. Čínský název pro tento druh se překládá jako „hnízdo bílého mořského koně“.

## Popis
Argonaut pelagický, žijící ve Středomoří a jiných teplých mořích, se podobá ostatním chobotnicím: jeho tělo má vakovitý tvar, osm chapadel pokrytých přísavkami, ústa zakončená radulou a výrazné oči. Samičky argonautů, na rozdíl od běžných chobotnic, mají dostatečně velkou ulitu, připomínající člunek. Ta má dvě základní funkce: je to orgán plavání a orgán rozmnožování (samička v ní má uložená vajíčka). Ulita není spojena s pláštěm, ani nevznikla jako jeho výměšek. K ulitě je připojena první řada vzájemně těsně spojených chapadel, kterými si ji živočich přidržuje připoutanou k tělu. Vychází z ní jen na krátká období. Sameček, který je dvacetkrát menší než samička, je bez schránky a jeho jedinou úlohou je oplodňovat samičku. Sameček přitom od svého těla odpojí speciální chapadlo, hektokotylus, které se samo dostane k samičce a následně ji oplodní. Chapadlo poté dorůstá.
- rozmnožování: 500 vajíček
- délka dospělého jedince: samička 30–40 cm a sameček 1,5–3 cm
- průměr ulity: do 25cm